# Eduardo Piñate
Eduardo Piñate est un historien et homme politique vénézuélien, né le 6 septembre 1956 à San Fernando de Apure. Député à l'Assemblée nationale du Venezuela de 2011 à 2016, il a été ministre du Processus du travail de 2018 à 2021. Il est brièvement ministre de l'Éducation depuis de mai à août 2021 en remplacement d'Aristóbulo Istúriz, mort en poste en avril de la même année. Il est l'actuel gouverneur de l'État d'Apure depuis le 22 novembre 2021.

## Biographie
Aux élections régionale de novembre 2021, il est élu gouverneur de l'État d'Amazonas avec 43.33 % des voix.